# Mielkiella spinulosa
Mielkiella spinulosa is een eenoogkreeftjessoort uit de familie van de Laophontidae. De wetenschappelijke naam van de soort is voor het eerst geldig gepubliceerd in 1997 door George.